# Alapalooza: The Videos
Alapalooza: The Videos è una pubblicazione in VHS di quattro video di "Weird Al" Yankovic pubblicata nel 1993.

## Tracce

### Video
1. Jurassic Park
2. Bedrock Anthem
3. UHF
4. You Don't Love Me Anymore